# Гафил, Алекпер
Алекпер Намаз оглы Гафил (азерб. Ələkbər Namaz oğlu Qafil; 4 декабря 1828, Шемахы, Шемахинский уезд, Шемахинская губерния, Российская империя — 22 апреля 1892, Шемахы, Шемахинский уезд, Бакинская губерния, Российская империя) — азербайджанский поэт XIX века, член литературного общества «Бейтус-сафа».

## Биография
Алекпер Гафил родился 4 декабря 1828 года в Шемахе. Образование получил в медресе в родном городе. Он был искусным поэтом, известным среди других и членом литературного кружка «Бейтус-сафа». До конца жизни Гафил прожил в Шемахе и скончался 22 апреля 1892 года.